# Midwest Airlines
Midwest Airlines (formalmente Midwest Express) fue una aerolínea regular de pasajeros de Estados Unidos con base en Milwaukee, Wisconsin, operando desde el Aeropuerto Internacional General Mitchell de esta ciudad. Midwest Airlines fue famosamente conocida por su acuerdo de Servicio Garantizado en sus asientos de clase business, que incluía asientos de cuero en disposición 2 a 2 y se entrega una bolsa de galletitas de chocolate.
A principios de 2008 la aerolínea anunció que su empresa matriz Midwest Air Group sería adquirida por la firma de inversión privada TPG Capital, y, en menor medida, también invertiría Northwest Airlines (ahora Delta Airlines). Los nuevos propietarios suprimieron todos los vuelos de la aerolínea subsidiaria Skyway Airlines y pasando a efectuar todos sus vuelos como Midwest Connect.  Skyway proporciona ahora los servicios de asistencia en tierra a los vuelos de Midwest.

## Historia

### K-C Aviation
Midwest Airlines nació en 1948, cuando Kimberly-Clark comenzó a proporcionar transporte aéreo para los ejecutivos e ingenieros de las compañías entre las bases de las compañías de Neenah, Wisconsin y sus fábricas. 
En 1969, nace de Kimberly-Clark la nueva compañía K-C Aviation, y dedicada al mantenimiento de aviones ejecutivos.

### Midwest Express
Después de la desregularización del mercado aéreo de 1978, Kimberly-Clark y K-C Aviation deciden formar una aerolínea regular de pasajeros, y después de esta iniciativa, Midwest Express comenzó sus operaciones el 11 de junio de 1984. En ese momento la aerolínea contaba con dos DC-9 y 83 empleados.
La aerolínea creció lentamente con la adhesión de aviones Douglas DC-9 a su flota. Por lo general, Midwest Express servía la mayoría de ciudades importantes de destinos del centro y el este de los Estados Unidos de América. Su manido eslogan (The Best Care in the Air), representa su producto de vuelo. Durante muchos años, todos los vuelos contaban con una configuración de asientos de cuero 2 a 2, amplio espacio para las piernas, y comidas y galletas en vuelo. Esto hizo que la aerolínea se volviese popular entre los viajeros de negocio. Además, Midwest Express efectuaba un buen número de vuelos chárter ejecutivo con un DC-9 especialmente preparado para ello.
En la década de los 90, Midwest Express comenzó a añadir aviones McDonnell Douglas MD-80 a su flota. La aerolínea experimentó un largo y gran crecimiento con beneficios continuos. Midwest Express también creó una aerolínea regional subsidiaria, Skyway Airlines, The Midwest Express Connection, para proporcionar una aerolínea de tránsito con vuelos a las pequeñas comunidades en Wisconsin y sus alrededores. Kimberley-Clark renunció a ser el director máximo efectuando dos ofertas públicas de venta el 22 de septiembre de 1995 y el 8 de mayo de 1996. La compañía matriz generada fue llamada Midwest Air Group cotizando en el mercado de valores americano bajo las siglas «MEH».
Midwest Express se alió con una agencia de viajes de Midwest, mediante la filial Midwest Vacations en la década de los 90, llamada GOGO Worldwide Vacations como compañera de la aerolínea para proporcionar alojamientos a los clientes de Midwest Airlines y más tarde se alió con Mark Travel. Midwest Airlines Vacations continúa en funcionamiento como agencia de viajes.
Después de catorce años de beneficios, Midwest Express se vio afectada por serios problemas financieros después del ataque terrorista del 11 de septiembre de 2001. Para regresar a los beneficios, la aerolínea se vio en la necesidad de efectuar grandes cambios en sus servicios. Lo primero que hicieron fue, reconfigurar algunos aviones MD-80 en un nuevo «Servicio Saver», colocando asientos de tela en una configuración de 2 asientos a un lado y 3 al otro. El servicio Saver, redujo la anchura de sus asientos, pero continuó ofreciendo un amplio espacio para las piernas. Este servicio fue inicialmente ofrecido desde sus bases de Milwaukee y Kansas City a destinos grandes como Florida, Los Ángeles, Las Vegas, y Phoenix con aviones McDonnell Douglas MD-80. El Servicio Garantizado de la aerolínea también se vio afectado por las dificultades financieras. El acuerdo con la compañía de cáterin, encargada de proporcionar la comida que luego era cocinada a bordo, se rompió en 2002.

### Midwest Airlines

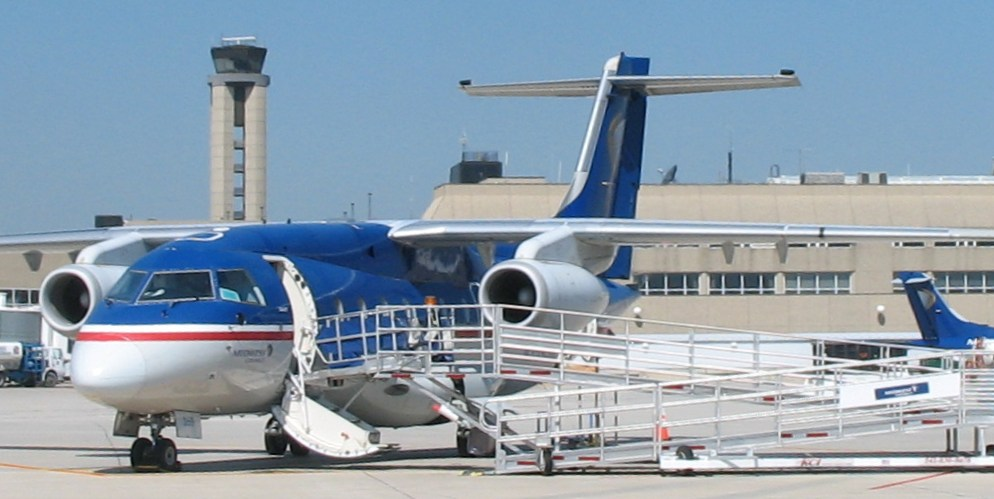
Un Fairchild-Dornier 328JET de Skyway Airlines pintado con los colores de Midwest Connect en el Aeropuerto Internacional General Mitchell en Milwaukee, WI. Los aviones de SkyWest Airlines operan por acuerdo de la empresa matriz para Midwest.

En 2002, la aerolínea efectuó otro gran cambio, acortando su nombre de Midwest Express a simplemente Midwest. Uno de los argumentos del cambio fue la idea común de asociar la palabra 'express' con una aerolínea regional, que Midwest nunca había sido. Al mismo tiempo, la aerolínea subsidiaria de Midwest de vuelos frecuentes cambió su nombre por el de Skyway Airlines, the Midwest Express Connection, al de Midwest Connect. En un movimiento con el objeto de ahorrarcombustible de aeronaves, la aerolínea aceleró su programa de renovación de flota, cuyo objeto era sustituir los DC-9 por aviones Boeing 717. El 23 de mayo de 2006, Midwest Airlines recibió uno de los dos últimos Boeing 717, el cual fue entregado en una ceremonia conjunta con AirTran Airways, quien recibió el otro 717. Midwest también anunció que algunos de sus MD-80 abandonarían la flota de la compañía.
En mayo de 2005, Midwest anunció un nuevo servicio de pago de comida a bordo para sus clientes. El nuevo programa no era si no una mejora del anterior 'Café en Vuelo' y es buena muestra de los chefs y su inspiración del renombrado restaurante Mader's. También hacen galletitas de chocolate al horno a bordo del avión y las sirven calientes.
Midwest es la aerolínea que más tiempo ha operado desde el aeropuerto de Mitchell y ofrece 21 destinos directos (San Antonio sólo se ofrece desde Kansas City), mientras que su filial regional Skyway Airlines, operando como Midwest Connect, opera aproximadamente a 30 destinos en toda la zona centro de Estados Unidos. Desde finales de la década de los 90, Midwest comenzó a operar desde el que sería su segundo aeropuerto principal, Aeropuerto de Kansas City, donde Midwest opera 13 vuelos directos todo a lo largo del país.
El 17 de mayo de 2007, Midwest Airlines firmó un principio de entendimiento con Northwest Airlines para comenzar a operar vuelos en código compartido. El acuerdo de código compartido permitió añadir 250 pares de ciudades y unas 1,000 nuevas opciones de vuelo para los clientes de Midwest Airlines. Las rutas de Northwest donde Midwest Airlines puso su código de vuelo eran destinos ofrecidos desde las bases de Northwest de Detroit, Minneapolis/St. Paul y Memphis a Estados Unidos y Canadá. Midwest también puso su código de vuelo en los vuelos de Northwest desde Indianápolis, ciudad focal de Northwest. Además, Midwest puso su código en algunos de los vuelos a Hawái y Alaska de Northwest. Por su parte, las rutas de Midwest Airlines que llevaban el código NW de Northwest Airlines eran aquellos que permitían conectar en sus aeropuertos principales de Milwaukee y Kansas City, así como a Omaha -- un aeropuerto importante de Midwest. Northwest Airlines también tiene vuelos en código compartido en los vuelos de Midwest Airlines entre Milwaukee y Kansas City a Atlanta, Boston, Hartford, Los Ángeles y San Francisco que permiten conectar con la red transatlántica y transpacífica de Northwest Airlines y KLM. 
Midwest ha ganado muchos premios por sus sensacionales servicios, por la revista Condé Nast Traveler Magazine, que ninguna otra aerolínea estadounidense ha conseguido igualar.

### Adquisición por TPG
En diciembre de 2006, AirTran Holdings Inc. -- propietaria de AirTran Airways -- hizo público que en diciembre de 2005 había hablado con el equipo directivo de Midwest Air Group -- propietaria de Midwest Airlines y Midwest Connect -- y había preguntado a estos si era posible negociar con ellos, para intentar llegar a un acuerdo de compra de la compañía. La oferta que AirTran ofreció en 2005 fue rechazada por el equipo directivo de Midwest, cosa que también hizo cuando AirTran Holdings Inc. efectuó una nueva oferta a finales de 2006. In December 2006, AirTran reveló la negativa de Midwest a ambas ofertas esperando que sus accionistas presionasen a la directiva, empujándola a reconsiderar las ofertas. Sin embargo, la directiva de Midwest recomendó a sus accionistas que también rechazasen las ofertas. 
El 12 de agosto de 2007, se anunció que AirTran había perdido su puja por Midwest. Un grupo privado, liderado por TPG Capital y que incluía a Northwest Airlines, tenía interés por adquirir Midwest y convertiría la aerolínea en una compañía totalmente privada. La inclusión de Northwest en el grupo de inversores pudo haber sido el detonante de que las acusaciones de competencia llevasen al Departamento de Justicia de los Estados Unidos, quien revisó todas las rutas para evitar situaciones de competencia desleal tras la fusión.
El 14 de agosto de 2007, AirTran incrementó su oferta hasta los 16.25 dólares por acción, levemente por encima de los 16 dólares por acción que ofreció el grupo inversor TPG Capital. Sin embargo, Midwest anunció que el grupo TPG incrementaría su oferta hasta los 17 dólares por acción y se alcanzó un acuerdo de manera definitiva el 16 de agosto de 2007.
El 1 de febrero de 2008, Midwest Air Group anunció que el Departamento de Justicia de los Estados Unidos había dado autorización para la total adquisición de Midwest por parte de TPG Capital y Northwest. Esto concluyó la adquisición: la cotización de Midwest Air Group en el Mercado de Valores fue paralizada al final de la jornada bursátil del 31 de enero de 2008, y los accionistas de Midwest recibieron la cantidad prometida de 17 dólares por acción. Este fue el final de la aventura en solitario de Midwest Airlines.
En concordancia con el resto de la industria aérea durante las subidas del petróleo desde 2003, Midwest Airlines fue forzado a recortar servicios. Para hacer esto, Midwest Airlines anunció su intención de dejar en tierra a doce de los aviones McDonnell Douglas MD-80 que aun quedaban en la flota de la compañía. De acuerdo con lo dictaminado por la compañía, el MD-80 "es un avión con un muy elevado consumo de queroseno y el coste del combustible actualmente, conduce de manera irreversible, a la supresión de los MD-80." Los MD-80, y las tripulaciones que los operaban, dejaron Midwest durante el 2008.
A TPG Capital no pagó 3.3 millones de dólares a Midwest Air Group  (enlace roto disponible en Internet Archive; véase el historial, la primera versión y la última). debido a los costes asociados al reemplazo de la aerolínea regional Skyway Airlines que previamente se había adherido a Midwest Connect. SkyWest debía dicha cantidad el 30 de junio de 2008 forzando a SkyWest Airlines a inmovilizar su caja y su correspondiente reducción de beneficios en el tercer trimestre.  
Algunos cambios adicionales fueron anunciados el 3 de septiembre de 2008, cuando la aerolínea anunció la inyección de 60 millones de dólares por parte de TPG, Northwest Airlines, y Republic Airways Holdings.  Como parte de su derivación de operaciones, Republic Airlines opera doce Embraer 170 bajo el esquema de color de Midwest Airlines, con la que Midwest tiene la opción de conseguir a crédito un permiso de largo tiempo de operarlos directamente. La aerolínea ha conseguido también un acuerdo con Boeing Capital para devolver 16 Boeing 717, dejando a Midwest con una flota de 9 aeronaves.

### Vuelos franquiciados
El 3 de septiembre de 2008, Midwest Airlines anunció su plan de franquicia de una buena parte de sus vuelos en Republic Airways.  Republic opera 12 nuevos Embraer 170 de 76 asientos bajo el nombre de Midwest Connect mientras que Midwest devolverá 16 de sus 25 Boeing 717 con vistas a algún avión más eficiente. mientras este cambio ocasionó despidos adicionales dejando a la rosada Midwest con cerca de 300 pilotos menos y el total de empleados despedidos en el transcurso del año pasado alcanzó las 1850 personas.
El sindicato de Midwest de la Asociación de pilotos de aerolínea lanzó una campaña de protesta contra los planes de externalización de Midwest poco tiempo después de que esta los anunciase. Ellos argumentaban que habían hecho muchas concesiones para ayudar a la supervivencia de Midwest Airlines y que el nuevo contrato ofrecido por la compañía representaba una ofensa para ellos.

### Servicios Signature y Saver añadidos a todos los aviones
El 29 de mayo de 2007, Midwest anunció la siguiente fase del plan estratégico de la compañía, que daba la posibilidad de elegir a sus clientes entre asientos Signature y Saver en todos sus vuelos. La doble opción de asientos está disponible en toda su flota de Boeing 717. El servicio Signature ofrece cuatro asientos por fila a razón de dos por lado, hechos de cuero y con espacio adicional para las piernas y el servicio Saver ofrece cinco asientos por fila a razón de dos a un lado y tres al otro.
Las principales características de los nuevos asientos ofrecidos en los Boeing 717 de Midwest son las siguientes:
- 40 anchos asientos Signature, configuradas en 10 filas de 2 asientos por lateral, ofreciendo una separación de 36 pulgadas entre asiento y que proporciona unas 2-3 pulgadas más de espacio para las piernas que los actuales asientos Signature.
- 59 asientos Saver ofreciendo un generoso espacio para las piernas, entre lOs más espaciosos de la industria aérea.
- Todos los asientos de Midwest tapizados con cuero marrón en su clase de negocios
- Muchos asientos a costes bajos popularmente conocidos en el mercado del pasajero de negocios en aquellos mercados que cuentan con un gran número de turistas.
- Los asientos Signature son automáticamente proporcionado al pasajero que adquiera un billete sin restricciones. El resto de pasajeros tendrá la posibilidad de pasar a un asiento Signature por el pago de un plus.

Las mismas diversiones de a bordo serán proporcionadas a todos sus pasajeros en cualquiera de sus aviones.
En acuerdo con Midwest, la opción de doble asiento se espera que sea refrendada por los accionistas, debido a que a largo plazo aumentará los ingresos a la vez que se reducen los costes unitarios. En el mercado previo Saver, la compañía esperaba general ingresos adicionales de la venta de asientos de alto valor. En el mercado previo de Signature, además de generar ingresos extra se esperaba que se recuperasen pasajeros que actualmente se estaban perdiendo en los mercados de grandes ocupaciones o aquellos que carecían de posibilidad de crecimiento de operaciones como Washington D. C. Reagan National y New York La Guardia. El aumento de capacidad también proporcionó los asientos necesarios para acomodar pasajeros en conexión de otros vuelos de Midwest Airlines, Midwest Connect y los nuevos vuelos en código compartido con Northwest Airlines, así como la demanda generada por la aparición de asientos a bajo precio del tipo Saver. Después de todo, la unión a la oferta de estos asientos planea generar unos 30-35 millones de dólares adicionales a los ingresos anuales.
La colocación de 11 asientos adicionales en cada uno de los 9 aviones Boeing 717 de la aerolínea ayudó a reducir los costes unitarios de la aerolínea al incrementar su capacidad en un 12.5%. La nueva configuración de asientos en los Boeing 717 entró en funcionamiento en el año 2006, El coste asiento/milla recorrida excluyendo el combustible, planea reducirse de 7.33 céntimos a 6.77 céntimos, un descenso del 6.3% de descenso para Midwest Airlines.

## Servicios

### Midwest Miles
Es el programa de viajeros frecuentes de Midwest Airlines recibe el nombre de Midwest Miles. La aerolínea posee una sala vip, la Best Care Club en su base de Milwaukee, en la terminal D.
Mientras Midwest no pertenece a ninguna alianza aérea, su programa Midwest Miles podría acabar fusionándose con el programa de Northwest Airlines: WorldPerks, y viceversa. El mapa de destinos de Northwest muestra a Midwest como una aerolínea amiga así como oferta en su página los vuelos desde Milwaukee y sus vuelos en conexión. También, Midwest tiene un acuerdo de código compartido con US Airways para vuelos desde la base de Kansas City. Midwest permite transferencias de pasajeros con US Airways de Kansas City a las pequeñas comunidades de Arkansas, Kansas, Misuri, y Nebraska.     
Midwest Miles permite usar sus puntos con el programa Amtrak. Los miembros de Midwest Miles pueden transferir de
De 5,000 millas, hasta 25,000 millas al año del programa Amtrak. Los puntos Amtrak pueden ser utilizados para viajar con Amtrak y con Continental Airlines.

### Galletas
Una característica identificativa de la aerolínea son las galletitas de chocolate horneadas en sus aviones y se sirven próximos al fin del trayecto. La aerolínea comenzó a ofrecer las galletas después de que un empleado decidiese experimentar con diferentes tentempiés en el transcurso de un vuelo chárter contratado.
La aerolínea muestra su galleta en sus propios anuncios, mediante su campaña "salvemos-la-galleta" en oposición a la tentativa y fracaso de AirTran. La galleta es servida en los partidos oficiales de béisbol en el Miller Park y en el Kauffman Stadium, así como durante los partidos de baloncesto de Bucks y los partidos de hockey del Admirals en el Bradley Center de Milwaukee.

## Destinos
Midwest Airlines actualmente proporciona servicios a 18 destinos de primer orden en todo Estados Unidos y Midwest Connect opera en 13 destinos más de Estados Unidos y Canadá.

## Flota

### Flota actual
A enero de 2009, la flota de Midwest Airlines se componía de 33 aviones, 9 en la aerolínea principal y 24 con Midwest Connect:
A enero de 2009, la edad promedia de la flota de Midwest Airlines era de 4.1 años.

## Incidentes y accidentes
- El 6 de septiembre de 1985, el vuelo 105 de Midwest Express Airlines se estrelló poco después del despegue desde Milwaukee. Este fue el primer accidente de la aerolínea, y, también el único con personas muertas. El accidente sucedió cuando un Douglas DC-9 de la aerolínea se estrellaba mientras se encontraba en ascenso tras despegar desde Milwaukee, de camino al aeropuerto internacional Hartsfield de Atlanta. De acuerdo con el informe de la NTSB, el accidente fue debido a la incorrecta actuación del piloto cuando el motor derecho de la aeronave falló debido a una fractura por corrosión. La incorrecta actuación propició que el avión girase sin control y entrase en pérdida con aceleración. Las 31 personas que viajaban a bordo murieron en el acto.
- El 20 de diciembre de 2005, un Boeing 717 de Midwest Airlines que transportaba a 91 pasajeros efectuó un aterrizaje de emergencia en el aeropuerto Logan de Boston, que fue retransmitido en directo en los canales de noticias nacionales.  No se produjo ninguna víctima durante el aterrizaje, que lanzaba chispas y llamas desde su tren de aterrizaje mientras se iba hundiendo en la pista.  El avión, con el vuelo 210 de Boston a Milwaukee, tuvo que regresar poco después del despegue por un problema con el tren de aterrizaje, viéndose obligado a sobrevolar Boston para quemar combustible antes de poder aterrizar. El informe de la NTSB relató, "Durante el despegue, los controladores aéreos observaron chispas saliendo de la parte trasera del Boeing 717-200, y poco después el piloto notificó un problema con el tren de aterrizaje principal derecho y la compuerta del tren con el tren recogido. El avión sobrevoló Boston durante una hora y media para quemar combustible, y después el capitán de la aeronave aterrizó sin mayores problemas. El examen posterior reveló que el cojinete de la rueda 4 había fallado, y que la rueda se había soldado al eje. Como la rueda continuó girando, el resto de cojinetes y aceleradores se fragmentaron y separaron de la rueda. El examen del eje de las otras tres ruedas revelaron la presencia de agua."
- Wikinoticias tiene noticias relacionadas con Midwest Airlines.
- El 13 de noviembre de 2007, un vuelo de Midwest Connect desde Milwaukee hasta Dayton estuvo realmente cerca de colisionar en vuelo con un avión de United Express rumbo a Chicago desde Greensboro mientras ambos sobrevolaban el norte de Indiana. Los controladores aéreos del radar de Chicago ordenaron al vuelo de Midwest comenzar su descenso mientras se desplazaba frontalmente hacia el CRJ de United Express que estaba unos miles de pies por debajo.  Los aviones llegaron a estar a 1.3 millas de separación horizontal y 600 pies de separación vertical. El Dornier 328JET de Midwest Connect llegó a estar sobre el avión de United Express y descendiendo mientras se aproximaban ambas aeronaves.   (enlace roto disponible en Internet Archive; véase el historial, la primera versión y la última).. Una alarma sonora del TCAS de la cabina del Midwest alertó a la tripulación de la cercanía, lo que les permitió tirar de la palanca para evitar el desastre.
- El 8 de julio de 2008, un MD-81 de Midwest en vuelo chárter que llevaba al, en aquel entonces, candidato a la presidencia de los Estados Unidos Barack Obama efectuó un aterrizaje de emergencia en Lambert Field en San Luis, Misuri, después de que uno de los toboganes de evacuación se desplegase en la parte de atrás del avión, entre las escalerillas de pasajeros y la cola, interfiriendo con los cables de control, que afectó al control del cabeceo del avión. El piloto radió a la torre de control "en este momento queremos declarar una emergencia y también tener listo un equipo de primera respuesta para casos de accidente esperándoles en St. Louis." En un informe preliminar de la NTSB se dijo haber detectado "marcas de roce en los cables de control por parte de un elevador" y una verja rota que "también daño los cables de control."[19] Nadie resultó herido. Al mismo tiempo, el avión de campaña de Obama fue un Boeing 757 de North American Airlines  alquilado por un fondo de la firma MatlinPatterson y los directores de Global Aero Logistics y North American Airlines, mientras el avión accidentado era reparado. El avión volvió a prestar sus servicios para la campaña de Obama el 20 de julio.[20]

- El 29 de diciembre de 2008, un vuelo de Midwest Connect efectuó un aterrizaje de emergencia en el Aeropuerto Internacional General Mitchell después de que el piloto anunciase de la presencia de humo en la cabina de mando. El avión, con destino a Flint, Míchigan, aterrizó sin incidentes. Ninguno de los 40 pasajeros resultó herido.[21]

## Librea

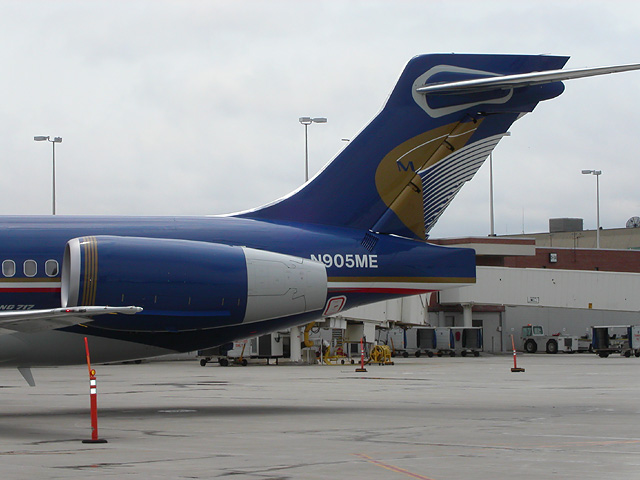
Closeup del motor y la cola de uno de los 717 de Midwest, ilustrando la actualización del logo y los anillos dorados en los motores.

Los primeros años de vida de Midwest, ellos volaban solamente aviones DC-9 de las series -10 y -30. La librea de estos aviones fue pintada de azul oscuro en la mitad superior, y de blanco en la mitad inferior. Ambos colores estaban separados por dos tiras de color blanco, una tira azul y una tira roja, que recorrían el fuselaje hasta el cono de cola. Los motores eran blancos y en la cola una 'M' en negrita y una 'E' cursiva, representativas de Midwest Express, y con el título de la aerolínea en medio del fuselaje. Este esquema de pintura puede verse aun hoy en día en uno de los Beech 1900D de Midwest Connect, utilizando el esquema de 'M E' en la cola.
A comienzos de la década de los 90, la aerolínea comenzó a incorporar algunos aviones DC-9-80, más comúnmente conocidos como el MD-80 o "Super 80", a su flota, inicialmente con la misma librea. No fue hasta mediados de los 90 cuando la aerolínea decidió cambiar el esquema de pintura de sus aparatos. La mitad superior del avión permaneció en azul, pero la mitad inferior fue pintada en gris bottom half was repainted grey, junto con los motores, y ahora ambos colores estaban separados por tiras de color dorado, blanco y rojo. El logo de cola también sufrió pequeños cambios, añadiendo un círculo alrededor de las letras y una tira dorada, blanca y roja del círculo a la parte superior de la cola. Mientras las letras de la cola no variaron, los títulos del fuselaje fueron cambiados para poner todas las letras en negrita, teniendo que modificar las cursivas de los títulos de "Express".
En 2003, Midwest Express comenzó a crear una nueva identidad, para cuando fuese recibido el primer Boeing 717, y los aviones DC-9 empezasen a ser retirados. Empezaron por retirar el "Express" de su nombre (y de esa manera, también del fuselaje), y diseñaron un nuevo logo que ayudaría a asociar a la aerolínea con Milwaukee, inscribiéndole algo representativo. El resultado fue un logo que se asemejaba a un ala, con una pequeña 'M' en su interior. Sin embargo, si el logo es girado hacia un costado, se observa que lleva una imagen del Museo de Arte de Milwaukee, diseñado por Santiago Calatrava, que ha sido diseñado al mismo tiempo que el resto de la librea. El museo de Arte se ha instaurado como un icono de Milwaukee, y por ello, la nueva Midwest Airlines creyó que sería una magnífica representación de la ciudad de Milwaukee. Así pues, con esta nueva identidad, la aerolínea diseñó una nueva librea. La parte inferior del avión permaneció de color gris, mientras que la parte superior fue repintada de un azul oscuro encendido, con las mismas tiras dorada, blanca, y roja separando ambos colores.  En la mitad inferior, había también una franja azul, que comienza en el morro (mucho más parecida a otra tira), haciéndose más ancha según alcanza las partes más traseras del avión, hasta que cubre completamente la sección de cola. Los motores de estos aviones fueron pintados del mismo color azul, con cuatro anillos dorados en el lateral izquierdo y tres en el lateral derecho. Esto se hizo para escenificar la representación del capitán y del primero de a bordo, además de representar el lugar donde se sienta cada uno en la cabina de mando. Sin embargo, ocurrió un error con la pintura de la librea del primer Boeing 717. Boeing no comprendió totalmente la librea, y el N902ME fue entregado por 4 anillos en ambos motores. El avión aun permanece a día de hoy con dicha decoración. El resto de 717 fueron entregados correctamente pintados, así como otros tres MD-80, registrados como N813ME, N822ME, y N823ME. El resto de MD-80 utilizan una librea híbrida, combinando el azul encendido, el gris claro de los motores y panza y las tiras de la antigua librea de Midwest Express con el logo actual y los títulos de Midwest Airlines.

## Accidentes e incidentes
Los incidentes y accidentes enumerados son tanto de Midwest Airlines como de Midwest Express; sin embargo, no muestran ningún incidente que haya involucrado vuelos o aeronaves de Midwest Connect.